# Acuerdo de asociación económica
Un acuerdo de asociación económica es un acuerdo económico que elimina las barreras a la libre circulación de bienes, servicios e inversión entre los países. Este acuerdo puede considerarse un paso intermedio entre el área de libre comercio y el mercado único en el proceso de integración económica. Las asociaciones económicas a veces se describen como variantes de alto nivel de los acuerdos de libre comercio.
Un ejemplo es el Acuerdo de Asociación Económica Japón-México. 4.